# Folclore de Cantabria
El folclore de Cantabria es el conjunto de tradiciones, música, bailes, cuentos, leyendas, historia oral, proverbios, supersticiones, artesanía y demás elementos del cuerpo de expresión de la cultura cántabra.

## Criaturas y leyendas del folclore cántabro
Existe una gran tradición de historias sobre criaturas sobrenaturales de la comunidad, como el ojáncanu y las anjanas, muy relacionados con criaturas de nombres similares de la tradición de Asturias y Extremadura. 
Sobre estos seres se conservan cuentos y fórmulas de la tradición oral cántabra, destinados a advertir sobre sus actividades, ahuyentarlos o ganarse sus favores. Muchos de estos dichos o rimas están en dialecto cántabro y suponen una documentación muy valiosa. Existen diversos folcloristas que se han dedicado al estudio de la tradición cántabra: Manuel Llano Merino, Adriano García-Lomas, Póllux Hernúñez, Ramón Sordo Sotres, Stella de Vallejo, etc.

## Fiestas de Cantabria

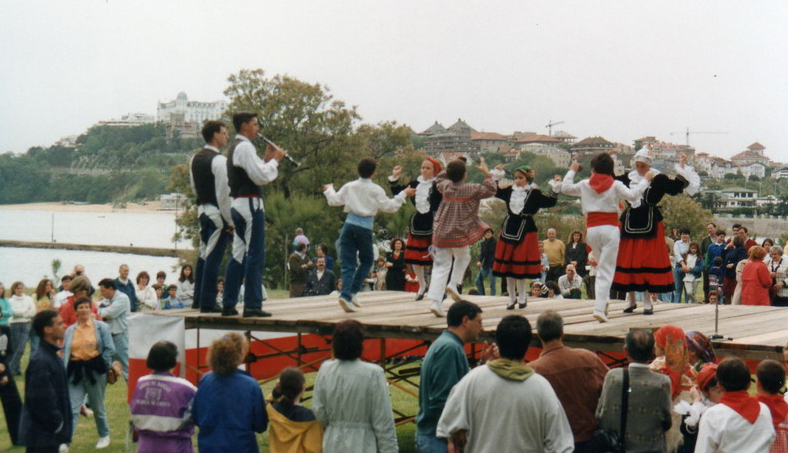
Día Infantil de Cantabria en la campa de la Magdalena (Santander).

Las fiestas en Cantabria se concentran sobre todo entre las festividades de San Juan y San Miguel. Hay tres tipos de atracciones: la celebración religiosa en honor de los Santos Patrones o de la Virgen del lugar, las diversiones paganas con mayor o menor pervivencia de lo folclórico, y por último los tratos comerciales de las ferias del año. Si se buscan los orígenes de las fiestas de Cantabria, no es posible remontarse hasta tiempos muy lejanos. Sin duda hubo una tradición, pero esa en su mayor parte se perdió. Por ello, lo más habitual es que muchas localidades se hayan inventado nuevas tradiciones para la celebración de una festividad.
Así, a Cantabria llegaron encierros, carnavales, desfiles de carrozas (como la conocida batalla de flores de Laredo) o la popular y difundida costumbre de la fiesta gastronómica, cuyo remoto y olvidado origen podría estar en las cacerías de bisontes de los habitantes de Altamira. 
Las melodías vocales para solista o coro a una voz se acompañan rítmicamente a base de pandero, tarrañuelas, pito, tamboril y rabel. Este instrumento merece especial atención por su origen antiquísimo y elemental, pese a lo cual artistas tan cabales y espontáneos como Lin el Airoso en Campoo o Pedro Madrid en Polaciones, saben extraer de él sentidas melodías.
Las Marzas son otras peculiaridades del folclore de Cantabria. Es una fiesta dedicada a la llegada de la primavera que ha mantenido viva su tradición en la zona de Reinosa y en el valle de Toranzo, con sus coplas en demanda de obsequios. Estas coplas se cantan, en algunos lugares la última noche de febrero, siendo el primer verso del romance marcero el que dice: "Marzo florido, seas bienvenido".
Los días de fiesta son también ocasión propicia para los concursos de algunos deportes de Cantabria, tales como las regatas de traineras, el juego de los bolos o, de origen más reciente, las competiciones de arrastre de parejas de bueyes o vacas. Pero la forma más frecuente y popular de festejo es la romería, entendida como baile y merienda al aire libre, en la que no falta ni la orquesta, ni los puestos de golosinas, así como el bar ambulante y el puesto de churros.
Entre las romerías destaca la subida el 16 de septiembre al Alto de San Cipriano en Cartes, durante la que se sube en albarcas desde Riocorvo hasta la ermita de San Cipriano en Cohicillos, y la de la Santuca, una celebración que data de antes del siglo XV. Cada 24 de abril esta imagen de la virgen, patrona de Liébana, se baja desde su ermita hasta el pueblo de Somaniezo, y al día siguiente a Aniezo. El 2 de mayo es llevada en procesión desde allí al Monasterio de Santo Toribio, y por la tarde se la devuelve a Aniezo, desde donde regresa a su ermita dos días después.

### La Vijanera

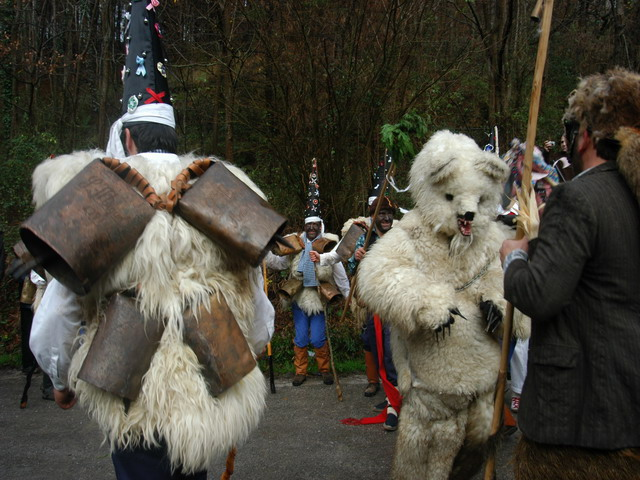
El oso de La Vijanera en Silió.

Se trata de una Fiesta de Interés Turístico Nacional. Se celebra en la localidad de Silió (Molledo) el primer domingo de enero. Consiste en una mascarada de invierno en la cual participan numerosos personajes disfrazados, entre los que destacan las figuras del zarramaco, el oso, el danzarín, la trapajona, así como una serie de personajes fijos. El recorrido sale de las antiguas escuelas, sigue hasta el parque de La Colina, la Raya y la campa.

### Encierros en Pie de Concha
Tiene lugar el último domingo de agosto en Pie de Concha, como parte de las fiestas de Nuestra Señora de Consolación. Se celebran es esta localidad del Valle de Iguña los tradicionales encierros de Vaquilles por las calles del pueblo. Tienen una gran tradición puesto que llevan más de 30 ediciones interrumpidamente.

### Carnaval marinero de Santoña
Se celebran el 24 de febrero en Santoña. Popularmente llamados "los carnavales del norte", este carnaval que se remonta a 1934, cuenta con la participación de buena parte de vecinos disfrazados de diversos peces. El momento cumbre es el "Juicio en el fondo del mar", donde se juzga al besugo antes del último acto, "La quema del besugo". Durante le juicio, un personaje disfrazado de besugo es trasladado hasta la plaza de San Antonio en un carro tirado por un asno, acompañado de una serie de charangas y murgas con personajes disfrazados. En la plaza le aguarda una corte de letrados, jueces y fiscales dispuestos a celebrar la vista del caso. Numerosos personajes disfrazados de pez suben al estrado para acusarle o para defenderlo. Por último, el besugo, rey simbólico del carnaval, acusado del secuestro de una sirena, es condenado a quemarse en la bahía.

### Pasión Viviente
Se celebra el Viernes Santo en Castro Urdiales. Consiste en una representación teatral protagonizada por más de 300 participantes voluntarios. Esta fiesta es de corta tradición (finales de 1980), pero ya ha adquirido una gran reputación en Cantabria.

### La Folía
Normalmente se celebra domingo siguiente a la Semana Santa en San Vicente de la Barquera. Consiste en una procesión marítima de la virgen por las aguas barquereñas a cargo de los barcos de los pescadores locales. La virgen de la Barquera es trasladada desde la iglesia hasta el puerto viejo atravesando el centro de la localidad. Durante este trayecto, se forma una comitiva integrada por mozos vestidos de marineros y conjunto locales de danzantes. Una vez en el antiguo embarcadero, se dirigen al puerto nuevo en una procesión de embarcaciones que acompaña a la que lleva a la virgen entre cantos y aclamaciones.

### La Virgen de la Luz
Tiene lugar el 2 de mayo en Potes. Ese día se celebra una procesión cuyos participantes van desde la ermita de Aniezo hasta el monasterio de Santo Toribio transportando la imagen de su patrona, la Virgen de la Luz. Se trata de la procesión de trayecto más largo de la península ibérica, recorriendo entre la ida y la vuelta un total de 27 kilómetros.

### San Pedruco
Celebrado el 29 de junio en Comillas. El San Pedruco es una fiesta milenaria que los habitantes de esta localidad conservan con entusiasmo. El día 28, el santo se traslada desde la capilla de San Pedro hasta la iglesia de San Cristóbal, y por la noche se enciende una gran hoguera. Al día siguiente después de los actos religiosos, el santo es llevado desde el interior de la iglesia hasta el pórtico, donde es agasajado con bailes y cantos pos los habitantes. San Pedruco también se celebra en la localidad de Solares y en Seña ((1 de agosto)).

### Coso Blanco

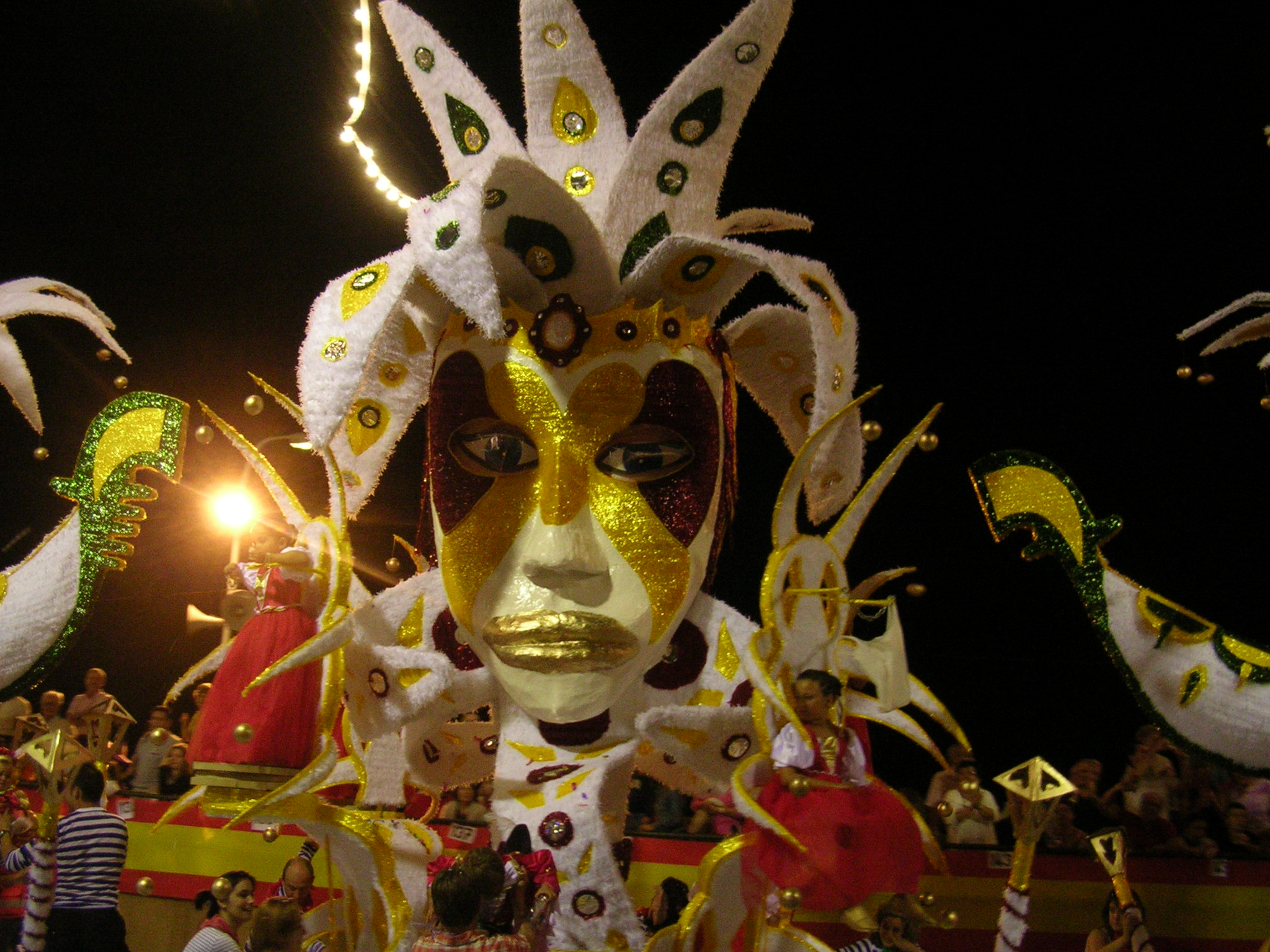
Carroza en la edición de 2006 del Coso Blanco.

Se celebra el primer viernes de julio en Castro Urdiales. Es un colorista desfile de carrozas artesanales y charangas acompañado por numerosas bandas de música, que tiene lugar en el paseo marítimo durante la noche y culmina en un espectáculo de fuegos artificiales que convierten a esta fiesta en una de las más concurridas de la región.

### Verbena del Mantón
Tiene lugar el primer sábado de julio en la localidad de Ramales de la Victoria. En esta fiesta acuden las mujeres de la localidad ataviadas con esa prenda. La fiesta tiene su origen en las Guerras Carlistas, cuando el general Espartero, tras vencer en Ramales en 1839 (momento en que el pueblo pasó a llamarse Ramales de la Victoria) obsequió a las jóvenes del lugar con baúles llenos de mantones que los partidarios del infante don Carlos habían abandonado en su huida.

### La Maya
Se celebra el 24 de julio en Silió, según una antigua costumbre que se renueva cada año durante las fiestas patronales de cada localidad. Los mozos del pueblo salen a los alrededores en busca de dos robles (maya y punta) que se unen o empalman una vez talados, y labrados, alcanzando una longitud superior a los 30 metros. Se izan en la plaza del pueblo o de Santiago, utilizando únicamente poleas y la fuerza humana, sin sistemas mecánicos,y de una forma tradicional. En la parte superior se coloca el ramu generalmente de fresno y las banderas de Cantabria y España. Hace bastantes años los mozos competían para ver quien subía hasta el ramo y/o bandera, y además a soltar la trócola o polea que se colocaba en la parte central de la maya para izarla, destacando algunos mozos por su habilidad dado el diámetro de la maya. Los que lo conseguían eran festejados por las mozas con cantos y bailes. Actualmente y dada entre otras, la peligrosidad de tal acción, los mozos ya no suben.
La fiesta de la Maya también se celebra tradicionalmente en Pujayo el día de San Lorenzo (10 de agosto), en Tresviso y en Bejes (16 de agosto).
Véase también: Festividad de los Mayos

### Día de Cantabria
Celebrada el segundo domingo de agosto en Cabezón de la Sal. Música tradicional cántabra, feria de artesanía y cerámica, productos gastronómicos típicos, discurso de las autoridades regionales, campeonatos de bolos, arrastre de bueyes y marcado de ganado al fuego son sólo unas pocas de las muchas actividades que se dan cita en esta fiesta de exaltación de las tradiciones cántabras cada año más visitada.

### Gata Negra
Tiene lugar el 16 de agosto en Carasa. Esta fiesta es de orígenes paganos. En ella, los vecinos se visten con originales disfraces y se pintan la cara para no ser reconocidos. Posteriormente, salen en busca de una gata negra a la que una vez capturada, introducen en una cesta que entregan a un vecino del pueblo escogido previamente, quien será el encargado de recitar unas coplas cómicas, supuestamente fruto de las confidencias hechas por la gata. Por último sueltan al animal y observan la dirección de su huida.

### Gala Floral
Celebrada el mes de agosto en Torrelavega. Este festival declarado de interés turístico internacional, consiste en un espectacular desfile de carrozas, adornadas con flores. Tras el paso de las carrozas, un jurado determina la ganadora del premio a la mejor carroza basándose en criterios artísticos. El desfile está animado por charangas y grupos folclóricos, tanto regionales como internacionales. Para animar más la fiesta, el público participa lanzando confeti y serpentinas.

### Batalla de flores

Memorias de Jaypur.

Se celebra el último viernes de agosto en Laredo. La fiesta pejina por excelencia consiste en un espectacular desfile de carrozas también adornadas con flores y fruto del trabajo de muchos meses y la experiencia de más años. Un jurado determina la ganadora del premio a la mejor carroza basándose en criterios artísticos. Ya por la noche, la playa de la Salvé de Laredo se engalana con fuegos artificiales.

### Guerras cántabras
Celebradas el último fin de semana de agosto y el primer fin de semana de septiembre en Los Corrales de Buelna. En 2001 comenzó su andadura esta fiesta de marcado carácter histórico, que a pesar de su juventud se ha más que asentado y cuenta con la participación activa más de 1800 personas divididas en 13 tribus cántabras y 13 legiones romanas representando dichas guerras sucedidas hace más de 2.000 años en estas tierras. El desembarco de las legiones romanas en Santander, la recreación de una boda cántabra y los campamentos de ambos bandos en la localidad corraliega son algunos de los actos más observados.
Recientemente, la fiesta de las guerras cántabras, han sido declaradas Fiestas de Interés Turístico Nacional. Comenzado un nuevo ciclo en esta fiesta, que ya va por su octava edición, siendo la primera en el 2001.

### Encerronas
Celebradas alrededor del día 8 de septiembre en honor de las Virgen Niña, patrona de Ampuero. Se hacen tres encierros de reses bravas, saliendo de la plaza de toros y recorriendo las calles del municipio. Está declarada Fiesta de Interés Turístico Regional. 

### Día de Campoo
Tiene lugar el último domingo de septiembre en Reinosa, como parte de las fiestas de San Mateo. Fiesta de interés turístico regional desde 1977 y celebrada desde el siglo XIX, supone una exhibición de las costumbres y tradiciones del pueblo campurriano en su capital. Pasadas de ganado, mercado de productos típicos y trajes regionales son los protagonistas en esta fiesta.

### Feria de los Santos
Se celebra el 1 de noviembre en Arredondo. Ganaderos de toda la comarca acuden a la localidad, montan sus tinglados delante de la iglesia y al atardecer celebran una romería.

### Mercado de los Santos
Celebrada el 2 de noviembre en Potes. Se ponen a la venta todo tipo de labores artesanas. También se vende ganado, quesos, vinos y hortalizas.

### Otras fiestas
Otras fiestas populares de Cantabria son la Virgen del Mar (Santander), la Virgen del Carmen, en las localidades marineras, Santiago (Santander), la Virgen del Puerto (Santoña), La Pasaá (Carmona, Cabuérniga), La Magosta (Los Corrales de Buelna), la Fiesta del Orujo (Potes) y la Feria del Queso (Pesquera).

## Tradición gastronómica
Ver también: Gastronomía de Cantabria
Entre los productos típicos de la tradición cántabra están cocido montañés, el cocido lebaniego, la marmita, las anchoas en aceite y salazón de Santoña, los sobaos y quesada pasiegos, los quesos (quesucos de Liébana, queso Nata de Cantabria, picón Bejes-Tresviso, etc.), el arroz con leche , la leche frita y el orujo, tostadillo de Liébana y la sidra.
Muchas de las fiestas y celebraciones cántabras se acompañan con la preparación y el consumo tradicional de alimentos como el pan preñáu y la borona.

## Música y danzas

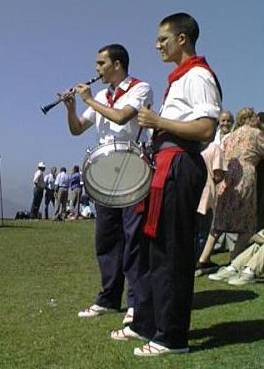
Piteros cántabros.

Las danzas en Cantabria presentan una gran variedad, con complicadas danzas de lanzas y paloteos, formas populares como el pericote lebaniego o jotas montañesas o religiosas como picayos. 
Entre las danzas, algunas de ellas recuperadas en los años veinte por Matilde de la Torre, en Cabezón de la Sal, destacan la Baila de Ibio, danza guerrera adaptación de la Danza de las Lanzas de Ruiloba, la danza del Romance del Conde Lara de aire cortesano, la Danza de los Arcos de talante más campestre,  y las de Pericote y el Trepeletré de Liébana.
Las danzas de los Picayos se acompañan de canciones de tema cambiante, que aludían a las necesidades o quejas del pueblo planteadas ante el patrono o patrona del lugar como petición para que fueran atendidas. Quizá una derivación de estas canciones sean las letras de los más actuales copleros, que no eluden ni las mofas ni el escarnio de personajes o instituciones.
Existe una rica tradición de música vocal donde destacan la característica tonada montañesa con la voz sola o acompañada de gaita, las rondas, las mordaces coplas acompañadas por el rabel y las pandereteras. Una agrupación instrumental bastante popular es la constituida por un tamboril y un clarinete agudo denominado localmente como pitu montañés. Otros aerófonos tradicionales han sido la gaita, en expansión, y la vozaina, el silbu o los albogues ya en desuso.
La música folk cántabra no ha tenido la misma proyección en el exterior que la gallega o asturiana, si bien Cantabria también vive desde los 70 la corriente de recuperación con grupos como La Humera y Atlántica (ya desaparecidos), Ibio, Luétiga y más actualmente con grupos como Garma, Naheba, Tanea, Cahórnega... y multitud de festivales destacando el Festival Intercéltico de Orejo.

### Instrumentos tradicionales
- Cordófonos:

- Compuestos frotados:

Vigulín (violín).
Rabel (o bandurria (Polaciones) o guitarru (Pas). 
Rabel campurriano.
Rabel purriegu o bandurria.
Mandurria tudanca.
Zanfona: compuesto-simple.
- Aerófonos:

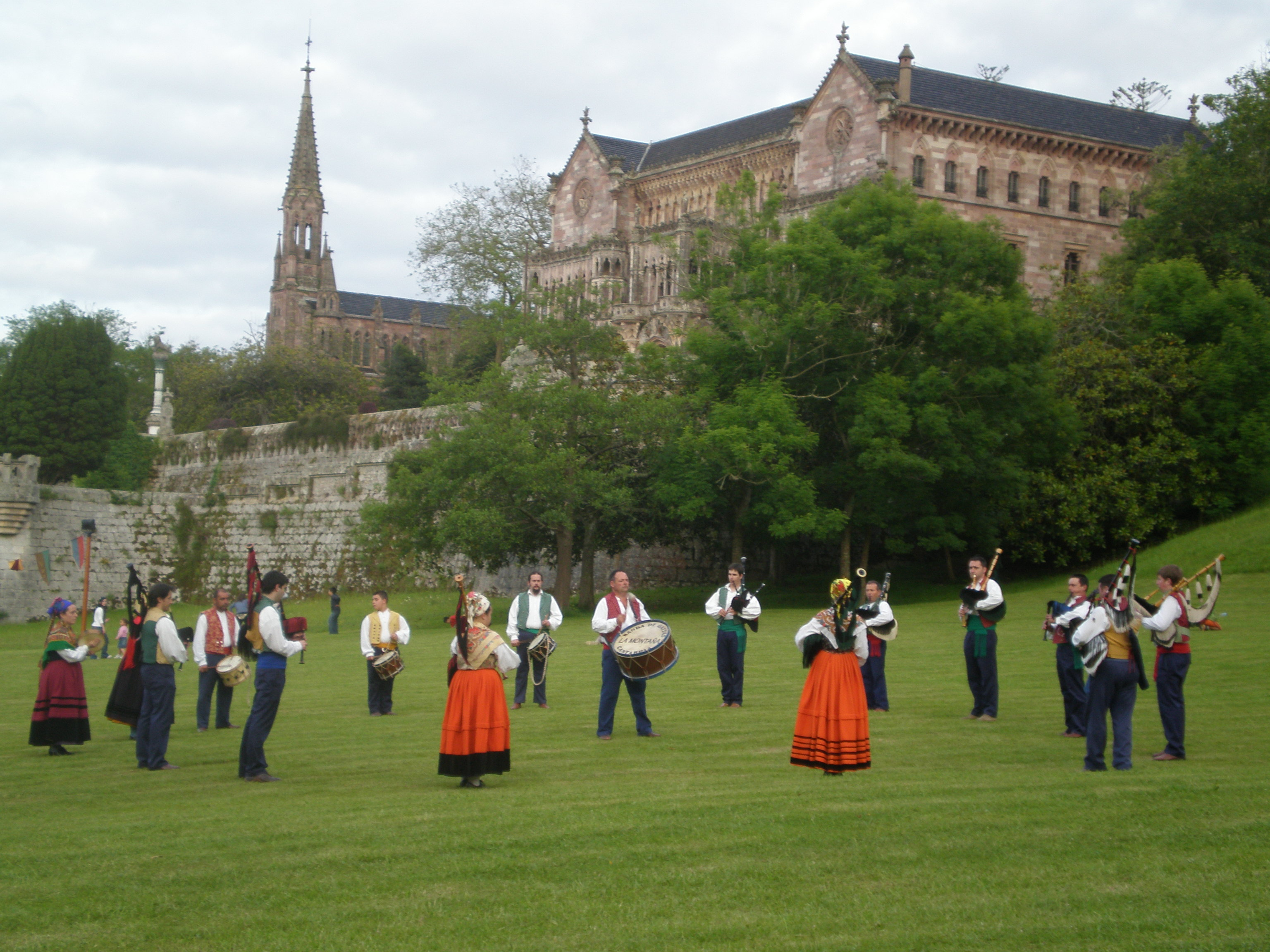
Banda de gaitas en el Festival Folkomillas de Comillas.

- Compuesto (lengüeta simple y doble):

Gaita astur-cántabra.
- De lengüeta simple:

Alcurdión o sinfonías (acordeón). 
Chifla campurriana.
Pitu montañés (requinto).
- De lengüeta doble:

Vozaina (dulzaina).
Chirimía
Albogue.
- De bisel:

Silbatu.
Flauta de butre.
Flauta travesera.
Flauta de caña.
Silbu (flauta de tres agujeros).
Pitu cabreru.
- De soplo directo:

Cuerna.
Bígaru.
Rutón (cuerno de chivo).
Silbu sobanu (cuerno de cabra).
- Idiófonos:

- Entrechocado:

Tarrañuelas (castañuelas, de mayor tamaño que las andaluzas).
Triscos (castañuelas pequeñas).
Cuchares o cochares (cucharas).
Palillos.
- Percutido:

Morteru.
Almirez.
Carraca o matraca.
Mazucu.
- Raspadores:

Botella.
- Sacudidos:

Campano.
- Membranófonos:

- Percutido abierto:

Panderu o pandiru (pandero).
Tamboril.
Caja o redoblante.
- Percutido agitado:

Pandereta.
- Frotados:

Zambomba.